# Семёнов, Василий Иванович
Василий Иванович Семёнов (5 января 1925 года, с. Шутилово, Лукояновский уезд, Нижегородская губерния, РСФСР — 15 июня 1992 года, Горький, Российская Федерация) — советский партийный и государственный деятель, председатель Горьковского облисполкома (1972—1986).

## Биография
Член ВКП(б) с 1947 г.
В 1941 г. окончил Лукояновский ветеринарный техникум, в 1960 г. — Горьковскую областную партийную школу, в 1960 г. — зоотехнический факультет Горьковского сельскохозяйственного института (заочно). Кандидат экономических наук (1973).
- 1941—1943 гг. — ветеринарный фельдшер (Горьковская область),
- 1943—1950 гг. — в РККА, участник Великой Отечественной войны[1],
- 1950—1954 гг. — первый секретарь Лукояновского районного комитета ВЛКСМ,
- 1954—1956 гг. — второй секретарь Арзамасского областного комитета ВЛКСМ,
- 1956—1957 гг. — первый секретарь Арзамасского областного комитета ВЛКСМ
- 1960—1963 гг. — второй, первый секретарь Дальнеконстантиновского районного комитета КПСС (Горьковская область), партийный организатор Горьковского областного комитета КПСС Починковского территориального колхозно- совхозного управления,
- 1963—1964 гг. — второй секретарь Горьковского сельского областного комитета КПСС,
- 1964—1972 гг. — секретарь Горьковского областного комитета КПСС по сельскому хозяйству,
- 1972—1986 гг. — председатель исполнительного комитета Горьковского областного Совета.

Алексей Макиевский: «Пристальное внимание со стороны облисполкома и его председателя уделялось сельскому хозяйству. Многое сделал Василий Иванович по организации строительства животноводческих ферм, комплексов, детских садов, школ, предприятий торговли и бытового обслуживания, приобретению сельхозтехники, обеспечению тружеников села, молодых специалистов жильем. Все хозяйства были соединены с райцентрами дорогами с твердым покрытием, началась газификация жилого фонда. Этот человек отличался вдумчивым подходом к решению самых сложных вопросов. Своей настойчивостью, скромностью, отзывчивостью, внимательным отношением к людям Василий Иванович завоевал заслуженный авторитет у товарищей по работе, уважение всех тружеников области. Он не менял своих убеждений и ни перед кем не заискивал». 
.
Депутат Верховного Совета СССР 8-11 созывов.
С 1986 г. на пенсии.
Скончался 15 июня 1992 года. Похоронен на Красном кладбище Нижнего Новгорода.

## Награды и звания
Награждён орденами Октябрьской Революции, Отечественной Войны II степени, двумя орденами Трудового Красного Знамени.